# Wanxiu
Wanxiu (chinesisch 万秀区, Pinyin Wànxiù Qū; Zhuang Vansiu Gih) ist ein Stadtbezirk der bezirksfreien Stadt Wuzhou am Ostrand des Autonomen Gebiets Guangxi der Zhuang in der Volksrepublik China. Er hat eine Fläche von 452,5 km². Zusammen mit den ca. 207.000 Einwohnern des im Februar 2013 aufgelösten und Wanxiu angegliederten ehemaligen Stadtbezirks Dieshan, zählt Wanxiu heute 323.500 Einwohner (Stand: Ende 2018).

## Administrative Gliederung
Auf Gemeindeebene setzt sich der Stadtbezirk aus sieben Straßenvierteln und drei Großgemeinden zusammen. Die ursprünglich zu Wanxiu gehörende Großgemeinde Wangfu (旺甫镇) wurde bei der Angliederung Dieshans von Wanxiu abgetrennt und dem Kreis Cangwu zugeschlagen.